# Graeme McDowell
Graeme McDowell MBE (Portrush, 30 juli 1979) is een golfprofessional uit Noord-Ierland.

## Amateur
Met een studiebeurs studeerde hij van 1998-2002 aan de Universiteit van Alabama te Birmingham, waar hij in 2002 de 'Haskins Award' won. Dat jaar speelde hij ook de Walker Cup op Sea Island in Georgia.

## Professional
Bij terugkomst in 2002 werd McDowell professional. Dat najaar won hij de Volvo Scandinavian Masters op de Europese Tour. In 2004 won hij ook het Telecom Italiaans Open, en speelde de rest van het seizoen zo goed dat hij op de 6de plaats van de Order of Merit eindigde.
In 2005 besloot McDowell zijn tijd te verdelen tussen de Europese en Amerikaanse Tour. Door die 6de plaats werd hij regelmatig uitgenodigd in de Verenigde Staten te spelen. Door twee top 10-plaatsen en een tweede plaats op het Bay Hill Invitational verdiende hij zijn spelerskaart voor de Amerikaanse Tour in 2006. In 2006 eindigde hij in Amerika echter niet in de top 150 om in 2007 automatisch opnieuw te kunnen spelen, dus kwam hij terug naar Europa.    
In 2008 won McDowell het Ballantine's Kampioenschap in Zuid-Korea en het Schotse Open op Loch Lomond, en verzekerde zich van een plaats in het Europese Ryder Cup-team. In 2010 won hij onder andere het US Open.   

### Gewonnen

#### Europese Tour
- 2002: Volvo Scandinavian Masters
- 2004: Telecom Italiaans Open
- 2008: Ballantine's Championship (telt ook mee voor de Aziatische Tour), Schots Open
- 2010: The Celtic Manor Wales Open, US Open, Andalucia Masters
- 2013: Volvo World Match Play Championship, Open de France (-9)
- 2014: Open de France (-5)

#### Amerikaanse Tour
- 2010: US Open
- 2013: RBC Heritage (na play-off tegen Webb Simpson)
- 2015: OHL Classic at Mayakoba

#### Elders
- 2010: Chevron World Challenge

### Teams
- Ryder Cup: 2008, 2010, 2012
- World Cup: 2009
- Vivendi Trophy: 2009 (winnaars, met Rory McIlroy)

## Onderscheidingen
Op 1 januari 2011 is McDowell onderscheiden met de benoeming tot Lid in de Orde van het Britse Rijk vanwege zijn prestaties in 2010, waaronder het winnen van het US Open en het behalen van het winnende punt in de Ryder Cup. Verder werd hij onder andere Player of the Year van de Race to Dubai samen met Martin Kaymer en RTE Sportsperson of the Year in Ierland.